# Galadra
Galadra is een geslacht van vlinders van de familie van de grasmotten (Crambidae), uit de onderfamilie van de Acentropinae. De wetenschappelijke naam en de beschrijving van dit geslacht werden voor het eerst in 1865 gepubliceerd door Francis Walker. 
Dit geslacht is monotypisch, dat wil zeggen dat het maar één soort heeft namelijk Galadra rhomboidata Walker, 1865 uit Nieuw-Guinea.